# Battle Star Wars
Pour plus de détails, voir Fiche technique et Distribution.
Battle Star Wars est un film de science-fiction américain réalisé par James Thomas, sorti en 2020. Il met en vedettes dans les rôles principaux Alyson Gorske, Aimee Stolte et Justin Berti.

## Synopsis
Le cruel chef Lord Malaster (Justin Berti) règne d’une main de fer dans l’espace. Afin de continuer à étendre son empire, il a jeté son dévolu sur une nouvelle planète, riche en ressources, qu’il veut conquérir. Mais les habitants ne veulent pas abandonner leur patrie sans se battre, et se préparent à la bataille intergalactique. Les rebelles reçoivent un soutien inattendu de la part d’Astera Malaster (Alyson Gorske). Bien qu’elle soit censée servir le côté obscur en tant que fille de Lord Malaster, elle défie la volonté de son père et se range du côté des rebelles.

## Distribution
- Alyson Gorske : Astera Malaster
- Aimee Stolte : Ajax
- Justin Berti : Lord Malaster
- Benedikt Sebastian : Denz
- Luke Fattorusso : Corbryn Raystar
- Canyon Prince : Zelus
- Alissa Filoramo : Helper
- Ross Forte : Novak
- Kate Watson : EOS[4]
- Mason Greer : Trynn
- Jeremy M. Inman : Twell[2]

## Production
Le film est sorti le 28 janvier 2020 aux États-Unis, son pays d’origine,.

### Tournage
Le tournage a eu lieu à Laurel Canyon, à Los Angeles, en Californie, aux États-Unis.

## Accueil

### Réception critique
Sur l'Internet Movie Database, AUBREYC-40617 commente : « Dans son seul titre, le film plagie deux autres franchises bien supérieures, Battlestar Galactica et Star Wars. La scène d'ouverture utilise la langue Dragon de Skyrim avec une transition étrange vers l’anglais. Au début, les vaisseaux semblent étonnamment corrects, mais les explosions qui suivent rapidement rappellent les nuages de fleurs de Bob l'éponge. Il y a aussi des sauts dans l’hyperspace (?) qui semblent utiliser le même effet que Star Wars mais bleu. »
Filmdienst confirme : « Un film cheap de science-fiction avec des effets spéciaux mixtes comme plagiat de Star Wars peu modifié, qui manque d’originalité et d’innovation créative. Le film, qui se compose en grande partie de dialogues ennuyeux et de séquences de combat boiteuses, ne fonctionne pas non plus comme une parodie, car il est complètement exempt d’ironie. »